# McCormick (matériel agricole)
Pour les articles homonymes, voir McCormick.
Ne doit pas être confondu avec McCormick (agroalimentaire).
 (janvier 2024).
Si vous disposez d'ouvrages ou d'articles de référence ou si vous connaissez des sites web de qualité traitant du thème abordé ici, merci de compléter l'article en donnant les références utiles à sa vérifiabilité et en les liant à la section « Notes et références ».
McCormick est un constructeur américain de matériel agricole qui, après avoir été intégré dans le groupe International Harvester, vit la marque abandonnée en 1968. Rachetée en 1985 par le groupe américain Tenneco-Case, l'entreprise passe en 1999 sous le contrôle du groupe Fiat New Holland. Sur injonction de la cour américaine et de la commission européenne de la concurrence, Fiat dut céder les anciens sites McCormick de 
Doncaster en Angleterre et Saint-Dizier (cédé au chinois YTO) en France. 
En 2001, Argo reprend tous les actifs restants de McCormick dans le monde.

## Historique
En 1735, la famille McCormick immigre aux États-Unis, dans le comté de Cumberland en Pennsylvanie. Robert McCormick, né en 1738, achète une ferme à côté de Rockbridge dans le comté d'Augusta (Virginie) en 1779. La ferme des McCormick est très prospère. En 1808, Robert junior, né en 1780, se marie avec Mary Ann Hall ; ils ont eu 7 enfants dont Cyrus McCormick (15 février 1809-1884).
En 1831, à 22 ans, Cyrus McCormick reprend la conception de la moissonneuse imaginée par son père Robert. Après de nombreux essais et mises au point, il en dépose le brevet en 1834.
En 1847, la demande de son nouvel engin devenant importante, McCormick s'associe avec C.M. Gray pour acquérir les terrains à Chicago, au bord de la rivière Chicago, où il construit une usine de machinerie agricole. Ce site deviendra plus tard le siège d'International Harvester.
En 1850, l'entreprise emploie 120 personnes, et plus de 5 000 moissonneuses ont été vendues. L'année suivante, la moissonneuse McCormick remporte plusieurs prix, en Allemagne, Autriche, France et Grande-Bretagne, notamment le 'Council Gold Medal', à l'occasion de l'Exposition universelle de 1851 au Crystal Palace de Londres. Cette récompense assure la notoriété de la compagnie dans le monde entier.

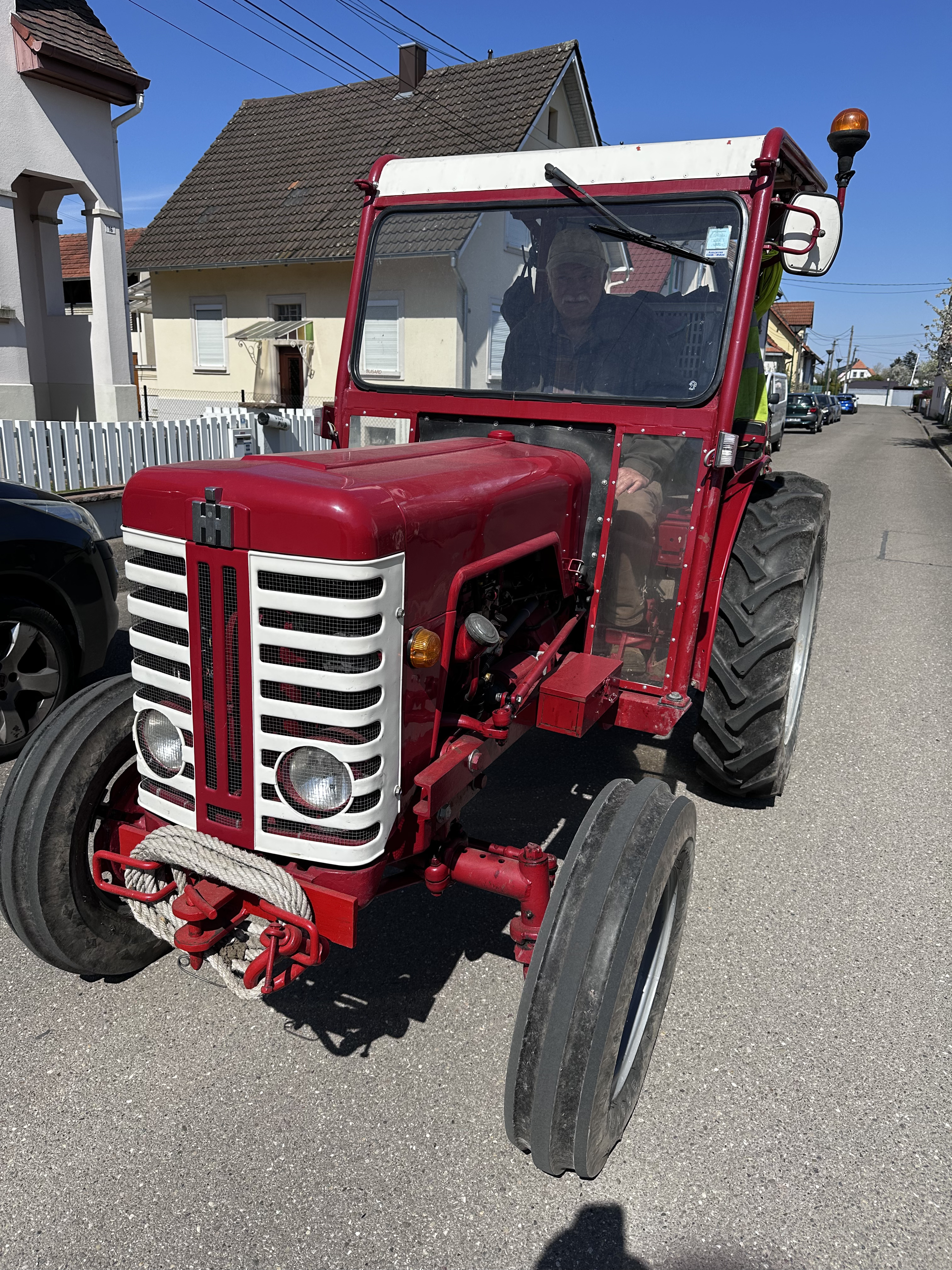
McCormick 1963 avec cabine

En 1871, l'usine est détruite durant le grand incendie de Chicago. Les travaux de reconstruction ne débuteront qu'en août 1872 et l'usine ne sera à nouveau opérationnelle que fin 1873.	
En 1879, Cyrus et son frère Leander créent la McCormick Harvesting Machine Company. En 1881, la firme remporte le premier prix de la prestigieuse Royal Agricultural Society Anglaise. Le 1er mai 1886, a lieu la grève des usines McCormick, pour la journée de 8 heures de travail.
En 1884, à la mort de Cyrus McCormick, son épouse et son frère lui succèdent. McCormick vend cette année-là 54 841 machines.

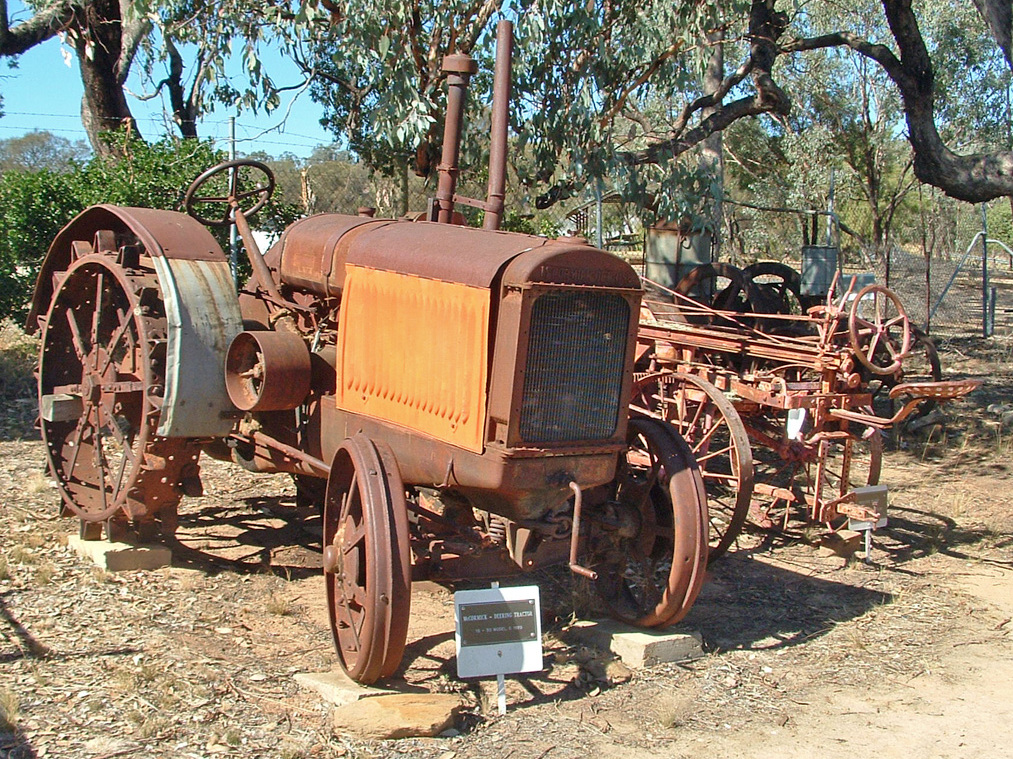
Tracteur McCormick-Deering, années 1920.

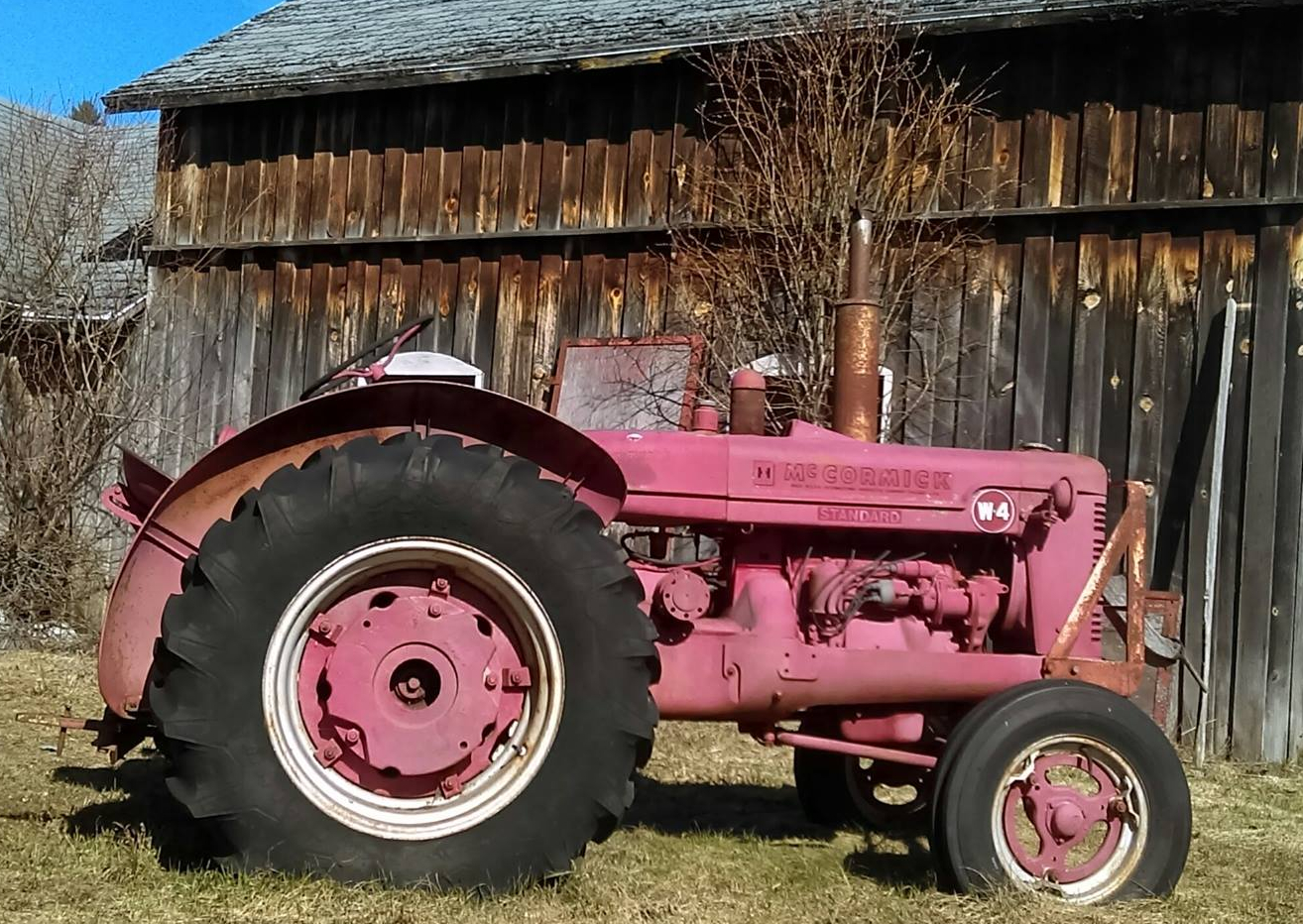
McCormick-Deering W-4, années 1940.

Le 12 août 1902, la banque J.P. Morgan and company, suggère à McCormick une fusion avec les fabricants de machineries agricoles Deering Harvester Company, Warder Bushnell and Glessner, Plano Company et Keystone. La nouvelle firme prend le nom d'International Harvester Company (IHC), avec un capital de 120 millions de dollars US. La direction de la nouvelle entité revient à Cyrus McCormick junior, né en 1859. 
En 1905, une usine est inaugurée en Suède, et quatre ans plus tard des sites de production de machinerie agricole sont implantés en Allemagne, en France et en Russie.
En 1906, IH - International Harvester - présente son premier tracteur fabriqué en série. En 1907, l'entreprise décida de diversifier sa production avec des camions légers, et produit aussi l'Auto Buggy, un chariot motorisé, à l'usine Akron, Ohio.
En 1908, IH rachète un site à Neuss sur le Rhin près de Düsseldorf. L'année suivante IH construit une usine à Croix-Wasquehal dans le nord de la France et à Lubertzy en Russie.	 
En 1915, IH commercialise la première moissonneuse batteuse, une McCormick Deering no 1.	 
En 1930, IHC créa une division de réfrigération, avec une gamme allant du réfrigérateur familial aux grosses armoires industrielles (la firme vendit cet actif et l'usine située à Evansville à Whirlpool Corporation en 1955).
Le 15 mars 1937, le premier tracteur IH sort de l'usine allemande. L'usine sera détruite lors de la guerre et reconstruite en 1946.	
En 1938, McCormick inaugure une usine de production de machinerie agricole à Doncaster en Angleterre mais elle est aussitôt réquisitionnée par le gouvernement britannique pour participer à l'effort de guerre. En 1946, L'usine fut rendue à la firme. 
En 1950, par l'intermédiaire d'une société de portefeuille la Compagnie Industrielle de Machines Agricoles (CIMA), IH-France s'installe à Saint-Dizier et aussi à Croix 59, et Montataire en France. Et la fabrication de tracteurs débute au cours de l'été de 1951.
En 1952, IH-UK décide de fabriquer aussi des engins de TP. Cette production cessera en 1975.	 

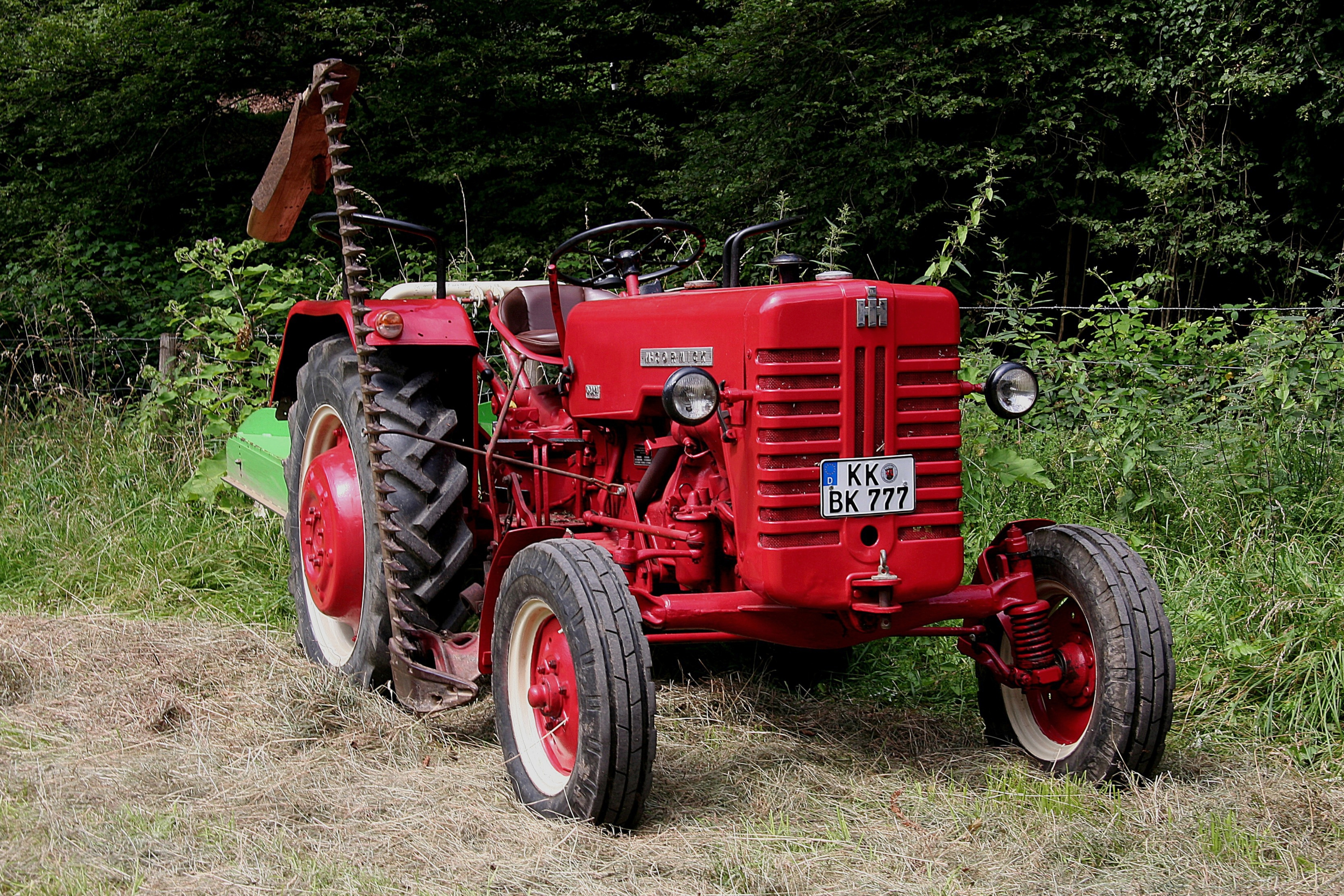
Tracteur McCormick D324 Standard (1956-1962).

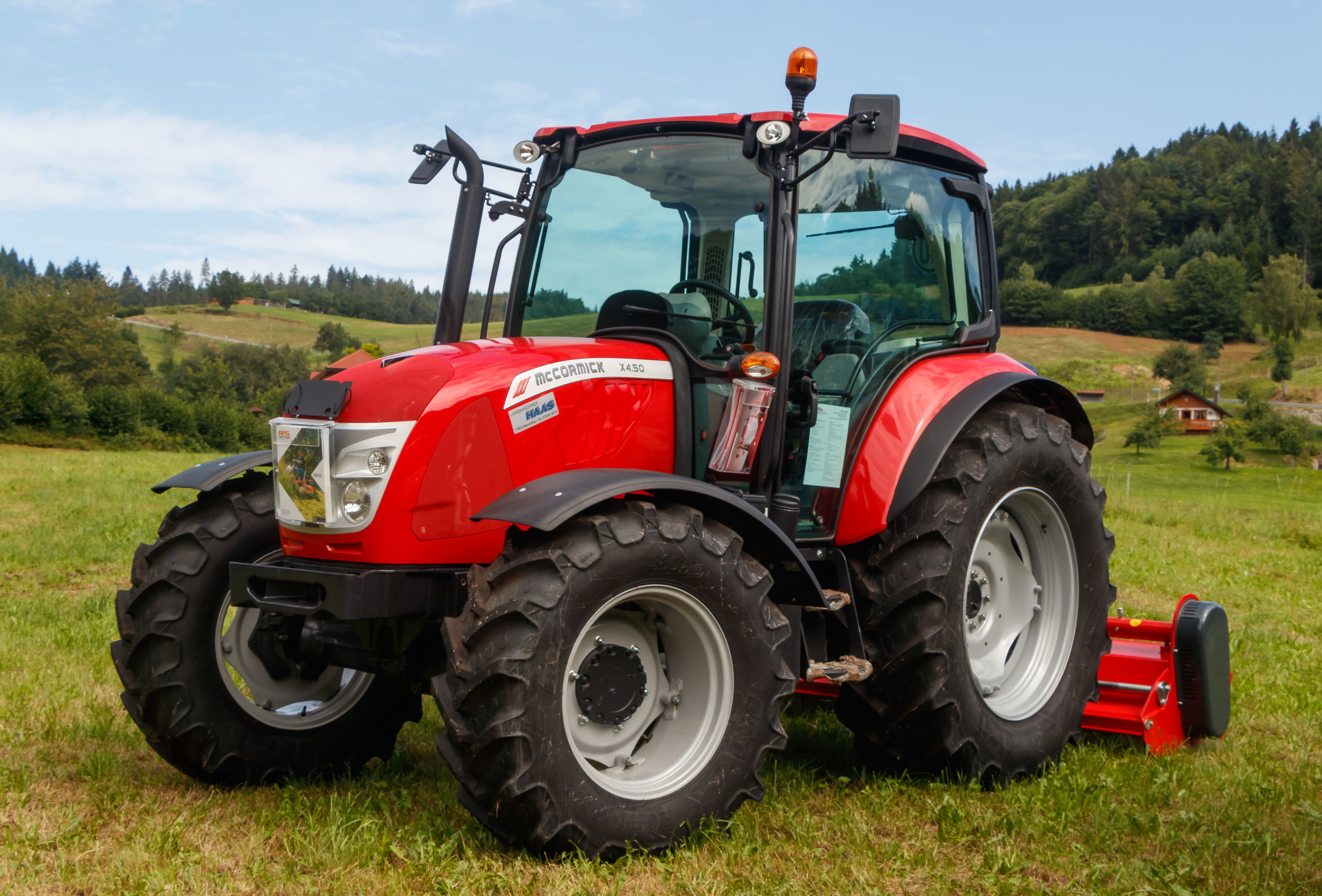
McCormick X4.50 T4i (2014).

En 1965, IH présente son premier camion. En 1968, la marque McCormick est abandonnée. En 1970, IH unifie sa gamme dans le monde.
En 1979, IH présente une nouvelle moissonneuse-batteuse: l'AXIAL-FLOW. Cette machine a une cinématique différente des machines existantes, elle est équipée d'un rotor qui remplace le batteur et les secoueurs. 
En 1984, la société pétrolière Tenneco rachète la division agricole d'IHC et fusionne celle-ci avec la société J.I. Case sous le nom de Case IH. En 1985, un accord est conclu avec Tenneco, déjà détenteur des marques Case et David Brown, pour racheter la division matériel agricole de IH. Tous les produits de la division agricole du nouveau groupe portent le nom de Case International. La société Case International est introduite à la bourse de New York à hauteur de 56 % de son capital.	 
En 1999, FiatAgri rachète Case Corp. et la fusionne avec sa filiale New Holland qui devient CNH : Case New Holland Global. La commission européenne de la concurrence oblige Fiat à céder les sites de Doncaster en Grande-Bretagne avec les productions de tracteurs, et le site de Saint-Dizier, en France ainsi que la société Laverda, spécialiste des moissonneuses batteuses. Le groupe italien Argo Tractors-Landini prend possession des installations Case IH à Saint-Dizier et Doncaster en 2000.	C'est ainsi qu'Argo reprend, sous la marque McCormick, la construction de tracteurs auparavant produits par Case IH, comme le MX 170.
En 2002, une filiale McCormick USA est créée pour distribuer sur le marché nord américain les produits du groupe Argo Tractors.
En 2011, vente de l'usine McCormick de Saint-Dizier au groupe chinois YTO, leader chinois du tracteur qui compte 24 700 salariés à travers le monde, et dont le chiffre d’affaires atteignait 1,64 milliard d’euros en 2010.

## Référence
* Page personnelle de l'histoire de la machinerie agricole de la famille McCormick